# Помоћни живац
Помоћни живац (лат. nervus accesorius) је кранијални живац који инервише стерноклеидомастоидни и трапезасти мишић, а поред тога даје грану која улази у састав живца лутаоца и инервише мускулатуру меког непца, ждрела и гркљана. Живац настаје спајањем лобањских и кичмених коренова.
Лобањски коренови излазе из можданог стабла кроз задњи бочни жлеб продужене мождине, док кичмени коренови полазе из бочне врпце горњег дела кичмене мождине. Кичмени коренови се пружају навише кроз кичмени канал, улазе у лобању кроз велики потиљачни отвор и спајају се са лобањским кореновима образујући помоћни живац. Живац одлази унапред и упоље и напушта лобањску дупљу кроз југуларни отвор и улази у латерофарингеални простор. У његовом горњем делу се дели на своје завршне гране.

## Завршне гране
Завршне гране помоћног живца су: спољашња и унутрашња грана.
Спољашња грана (лат. ramus externus) се простире из латерофарингеалног простора упоље и наниже и улази у стерноклеидомастоидни мишић. У њему се грана спаја са другим и трећим вратним живцем и након што изађе из овог мишића улази у трапезасти мишић. У њему се спољашња грана поново анастомозује са трећим и четвртим вратним живцем.
Унутрашња грана (лат. ramus internus) се после краћег пута прикључује вагусу и доноси моторна влакна за његове ждрелне гране, горњи и повратни гркљански живац за инервацију попречно-пругасте мускулатуре меког непца, ждрела и гркљана.